# Brooke Wyckoff
Brooke Wyckoff es una jugadora profesional de baloncesto. Actualmente juega en Chicago Sky de la WNBA y en Estudiantes en Liga Femenina.

## Inicios
Nació en Lake Forest el 30 de marzo de 1980. Su familia se mudó a Cincinnati y cursó sus estudios en Lakota High School, en West Chester, Ohio. Fue incluida en el Hall of Fame de su instituto, Lakota, en 2003.
Posteriormente acudió a la universidad de Florida State donde ya demostraba sus grandes habilidades defensivas, acumulando numerosos premios y récords en esta faceta, como miembro del equipo defensivo, en dos ocasiones; líder en tapones de la FSU con 209; quinta en el ranking FSU de rebotes de todos los tiempos (804) y robos (189); séptima en rebotes por partido(7.4) y octava en puntos por partido (1350) entre otros muchos. En 2000 formó parte de la selección estadounidense que ganó el oro en la William Jones Cup en Taipéi con una media por partido de 6 puntos, 4 robos, 3 rebotes y 2 tapones.

## WNBA
Brooke Wyckoff comienza su carrera en la WNBA en abril de 2001 cuando es seleccionada en el draft por Orlando Miracle en segunda ronda, (vigesimosexta del draft). La franquicia de Orlando se trasladaría a Connecticut entre la temporada 2002 y 2003
En su año rookie juega 32 partidos siendo titular en 27 de ellos y termina con 3.4 puntos, 3.8 rebotes, y 1.2 asistencias en 20.3 minutos por partido de media. Consigue 5 rebotes ofensivos en un partido el 14 de junio, máximo de su carrera.
La siguiente temporada consigue jugar también en 32 partidos pero solo 5 de ellos como titular y logra 2.5 puntos, 2.8 rebotes y una asistencia en 16.1 minutos por partido de media.
En el año 2003, su primera temporada en Connecticut recupera la titularidad en 22 de los 34 partidos que disputó y fragua el que quizás sea su mejor año con 4.6 puntos, 4.3 rebotes y una asistencia en 22.2 minutos de juego de media por partido. Este año consigue el máximo de puntos en un partido de su carrera, 17, con 7 tiros de campo anotados, también récord de su carrera. Ese mismo año dejaría su marca de rebotes en un partido en 12. El siguiente año no podría disputar ni un solo partido debido a una lesión en la rodilla.
Volvería en 2005 y vuelve a perder la titularidad, pasando de 22 titularidades en 34 partidos a 1 en los 34 partidos de liga regular, aunque mantiene 17.5 minutos por partido en los que consigue 3.1 puntos, 2.8 rebotes y 1 asistencia de media y convirtiendo el 42% de los triples lanzados. En estos dos años en Connecticut disputa 12 partidos de play-offs entre 2003 y 2005. El primer año registra 4.5 puntos, 3 rebotes y 1.3 asistencias en los 22.3 minutos que jugó de media en los 4 partidos de play-offs de ese año. En 2005 jugaría 8 partidos y reduce su rendimiento a 2.3 puntos, 1.9 rebotes y 0.4 asistencias en 13.6 minutos de media.
En 2006 inicia su andadura en Chicago Sky tras ser elegida en noviembre de 2005 en el draft de expansión de la WNBA. En este primer año solo disputa 15 partidos aunque es titular en 13 de ellos y se mantiene en los números del año anterior con 3.3 puntos, 2.7 rebotes y 2.2 asistencias en 22.9 minutos por partido de media. Además tiene dos récords de su carrera en esta primera temporada en Chicago, robos en un partido: 4, y triples intentados: 7. En 2007 aumenta el número de partidos jugados a 34 pero disminuye el de iniciados a 7 con el mínimo de minutos de media de su carrera, 15.3 pero mantiene su aportación con 2.9 puntos, 3.2 rebotes y 1.4 asistencias de media por partido. Acredita además dos máximos de su carrera: 10 rebotes defensivos en un partido contra Nueva York y 10 asistencias contra Connecticut.
En 2008 mantiene los 34 partidos jugados y aumenta a 23 los iniciados con 17 minutos y medio en los que firma 2.2 puntos, 2.3 rebotes y 1.4 asistencias por partido de media y alcanza los 100 tapones en su carrera con tres en un mismo partido. En este año 2009 en los 16 partidos, de los cuales ha iniciado los 16 registra 3.9 puntos, 2.5 rebotes y 1.4 asistencias en 19.9 minutos y ha superado el anterior máximo de triples anotados en un partido dejando la cifra en 4. Además es tercera en el ranking de porcentaje de tiros de 3 con el 50% anotados (15-30).

## Liga Femenina
Llega por primera vez a España para jugar en la universidad de Oviedo desde enero de 2002 aunque solo pasó dos meses y medio allí. El año siguiente juega en Santa Cruz de Tenerife donde además conoce a una de sus mejores amigas Taru Tuukkanen. Posteriormente juega en el Mann Filter de Zaragoza, en León donde pasa apenas tres semanas pero vuelve a jugar con Taru Tuukkanen. De allí vuelve a Canarias para jugar en Las Palmas durante una temporada y media. Finalmente desde verano de 2008 juega en Madrid para el recién ascendido a Liga Femenina USP-CEU MMT Estudiantes donde ha conseguido mantener la categoría.